# Yakweakwioose Indian Reserve 12
Yakweakwioose Indian Reserve 12 är ett reservat i Kanada.   Det ligger i provinsen British Columbia, i den södra delen av landet, 3 500 km väster om huvudstaden Ottawa.
I omgivningarna runt Yakweakwioose Indian Reserve 12 växer i huvudsak blandskog. Runt Yakweakwioose Indian Reserve 12 är det mycket glesbefolkat, med 5 invånare per kvadratkilometer.